# K contraire
Pour plus de détails, voir Fiche technique et Distribution.
K contraire est un film français réalisé par Sarah Marx, sorti en 2020.

## Synopsis
Ulysse est un jeune homme récemment libéré de prison. De retour dans un quotidien précaire, il tente de reprendre pied entre une mère en détresse psychologique, des difficultés financières croissantes et un profond désir d’émancipation. Pour subvenir à ses besoins et retrouver un semblant de liberté le plus rapidement possible, il se lance, avec l’aide de son meilleur ami, dans la vente d’un cocktail artisanal à base de kétamine, flirtant dangereusement avec les limites de la légalité. 

## Fiche technique
- Titre : K contraire
- Titre de travail : L'Enkas
- Réalisation : Sarah Marx
- Scénario : Sarah Marx, Hamé, Ekoué
- Montage : Karine Prido
- Musique : Laurent Sauvagnac et Lucien Papalu
- Photographie : Yoan Cart
- Producteur : Hamé Bourokba, Antoni Gimel-Lécosse, Ekoué Labitey, Amaury Markey
  - Coproducteur : Dominique Lancelot
- Production : La Rumeur filme
- Distribution : Les Valseurs
- Pays d’origine :  France
- Genre : drame
- Durée : 85 minutes
- Dates de sortie :
  - France : 22 janvier 2020

## Distribution
- Sandor Funtek : Ulysse
- Sandrine Bonnaire : Gabrielle
- Alexis Manenti : David
- Lauréna Thellier : Laurie
- Moussa Sylla : Adama
- Virginie Acariès : Léna
- Stéphane Mouchabac : Professeur Thoiron